# Jay Graydon
Jay Joseph Graydon, (Burbank, Califórnia; 8 de outubro de 1949), mais conhecido como Jay Graydon, é um compositor e guitarrista estadunidense. Ele é vencedor de dois Grammy Award (na categoria R&B), com doze indicações ao Grammy, entre eles o título de "Produtor do Ano" e "Melhor de Engenharia". Graydon já compôs mais de 200 canções.